# Duitsland op de Olympische Winterspelen 1932
Tijdens de Olympische Winterspelen van 1932, die in Lake Placid (Verenigde Staten) werden gehouden, nam Duitsland voor de tweede keer deel.

## Medailleoverzicht
| Sport     | Olympiër         | Discipline    | Medaille |
| --------- | ---------------- | ------------- | -------- |
| Bobsleeën | Team Duitsland I | 4-mansbob (m) | Brons    |
| IJshockey | Olympisch team   | mannen        | Brons    |

## Deelnemers en resultaten

### Bobsleeën
| Olympiër                                                           | Discipline                 | Resultaat | Prestatie                                       |
| ------------------------------------------------------------------ | -------------------------- | --------- | ----------------------------------------------- |
| Hanns Kilian Sebastian Huber                                       | 2-mansbob (m) Duitsland I  | 5e        | 8.35,36 (2.15,27 / 2.11,08 / 2.05,82 / 2.03,19) |
| Werner Huth Max Ludwig                                             | 2-mansbob (m) Duitsland II | 7e        | 8.45,05 (2.11,53 / 2.11,58 / 2.11,32 / 2.10,62) |
| Hanns Kilian Max Ludwig Hans Mehlhorn Sebastian Huber              | 4-mansbob (m) Duitsland I  | Brons     | 8.00,04 (2.03,11 / 2.01,34 / 1.58,19 / 1.57,40) |
| Walther von Mumm Hasso von Bismarck Gerhard Hessert Georg Gyssling | 4-mansbob (m) Duitsland II | 7e        | 8.35,45 (2.11,59 / 2.11,72 / 2.07,89 / 2.04,25) |

### Kunstrijden
| Olympiër    | Discipline | Resultaat | Prestatie             |
| ----------- | ---------- | --------- | --------------------- |
| Ernst Baier | mannen     | 5e        | pc. 34; 2334,8 punten |

### IJshockey
| Olympiër | Discipline | Resultaat | Prestatie |
| --- | ---------- | --------- | --- |
| Rudi Ball Alfred Heinrich Erich Herker Gustav Jaenecke Werner Korff Walter Leinweber Erich Römer Martin Schröttle Marquardt Slevogt Georg Strobl | mannen     | Brons     | finaleronde: 2 - 1 Duitsland - Polen 1 - 4 Duitsland - Canada 0 - 7 Duitsland - Verenigde Staten 0 - 5 Duitsland - Canada 0 - 8 Duitsland - Verenigde Staten 4 - 1 Duitsland - Polen |

België · Canada · Duitsland · Finland · Frankrijk · Groot-Brittannië · Hongarije · Italië · Japan · Noorwegen · Oostenrijk · Polen · Roemenië · Tsjecho-Slowakije · Verenigde Staten · Zweden · Zwitserland